# 札幌本道
札幌本道（さっぽろほんどう）は、明治初期に渡島国亀田郡の函館から海上路である森蘭航路を経て、胆振国を経由し石狩国札幌郡の札幌を結んでいた約180キロメートル (km) の馬車用道路。1872年（明治5年）から1873年（明治6年）にかけて開拓使が建設した日本初の本格的な西洋式馬車道で、現在の国道5号の一部（函館 - 森）と国道36号（室蘭 - 札幌）に相当する。このうち函館市と七飯町にまたがる赤松並木は、2006年（平成18年）に土木学会選奨土木遺産に選出された。

## 歴史
明治2年（1869年）に開拓使及び北海道が設置された際、それまで南部に偏っていた北海道開発を中央部まで広げることを目的とし、石狩川の河口付近の札幌に本庁舎を置くことになった。このため道南と札幌を繋ぐ幹線道路の整備が必要となった。江戸幕府の蝦夷地直轄時代から用いられていた道路では不十分だったため、明治4年（1871年）に来日した開拓顧問のホーレス・ケプロンは、『ケプロン報文』のなかで函館・札幌間の輸送向上の必要性を指摘した。ケプロンの指摘を受けた開拓使は、同年9月にアメリカ人のアンチセルらに函館・札幌間の地形や港湾を調査させて、札幌本道の開墾を決定した。ケプロンの提案に従い、函館から森（現・森町）までは道路とし、森港から室蘭港までの森蘭航路を経て千歳経由で札幌の豊平橋まで馬車道で結ぶ建設計画を採用した。馬車用の道路として車道の表面は砂利で舗装し、幅は6.7 - 13.3メートルであった。
開拓使は、札幌本道の建設を行うための資金として、兌換証券（だかんしょうけん）250万円を発行して、財政を確保した。また、開拓次官の黒田清隆は陣頭指揮をとり、道路建設工事のために機構整備を実施した。1872年（明治5年）3月から、お雇い外国人のワーフィールドとワッソンの指導のもとで函館を起点に工事が始まった。人夫や職人は本州や九州から数千人が募集され、開拓使は東京出張所で雇用する土工や大工の試験を行い、高い技術を持った職人を選抜して北海道に送り込んだ。同年7月には函館と森の間に約45.2kmの道路が完成し、森と室蘭には船舶用の埠頭が築かれた。室蘭・札幌間の約223.8kmの区間は冬季の積雪で一時工事が中断したが、翌1873年6月に全線が開通し、札幌本道と命名された。
開通当初の宿駅は、札幌、千歳、苫小牧、白老、幌別、室蘭、（海上ルート）、森村、嶺下、中島郷、函館の10駅。
しかし当時の国内では馬車が普及していないことなどから道路は十分には活用されず、札幌への物資輸送は小樽から石狩川水系を経由する水運が依然として主流だった。札幌農学校教頭だったウィリアム・スミス・クラークは1877年（明治10年）の帰国の際にこの道路を通り、後に開拓使宛の書簡の中でこの道路の無駄を批判し、札幌・小樽間の道路を改修して鉄道を敷設する事を提言している。その後、内務省告示によって1885年（明治18年）に札幌本道は国道42号となった。1907年（明治40年）、国道42号は函館市・森町・長万部町・倶知安町・小樽市・札幌市を結ぶ現在の国道5号のルートに変更された。1920年（大正9年）に国道42号は国道4号に改称され、1953年（昭和28年）には国道5号となった。札幌本道の室蘭・札幌間のうち苫小牧・札幌間は国道から外され、1952年（昭和27年）に国道36号となった。

## 海上区間の就航船
- 辛未丸

## その他
『新道出来形絵図』という札幌本道を描いた49枚組の彩色絵が、現在北海道大学附属図書館に保管されている。